# Laoqiao, Anhui
Laoqiao (kinesiska: 姥桥) är en köping i östra Kina. Den ligger i He härad i staden Ma'anshan i provinsen Anhui, omkring 100 kilometer öster om provinshuvudstaden Hefei. Antalet invånare är 48 905. Befolkningen består av 22 864 kvinnor och 26 041 män. Barn under 15 år utgör 18,0 %, vuxna 15-64 år 683 %, och äldre över 65 år 13,0 %.